# 麻赫穆德·喀什噶里
麻赫穆德·喀什噶里（維吾爾語：مەھمۇد قەشقىرى‎，拉丁维文：Mehmud Qeshqeri，11世纪20年代—11世纪70年代、80年代之交），全名麻赫穆德·本·侯赛因·本·穆罕默德·喀什噶里（Maḥmūd ibnu 'l-Ḥusayn ibn Muḥammad al-Kāšġarī），喀什噶尔人，突厥语语文学家，《突厥语大词典》的作者。出身于贵族家庭的喀什噶里曾周游各地，考察各地的突厥语言、风土人情与民间文学，并搜集了大量资料。11世纪70年代，喀什噶里在阿拉伯帝国的巴格达编成了世界上第一部突厥语词典《突厥语大词典》，向穆斯林世界介绍了新疆与中亚地区的语言与文化，因而被视为突厥学的奠基人。

## 生平

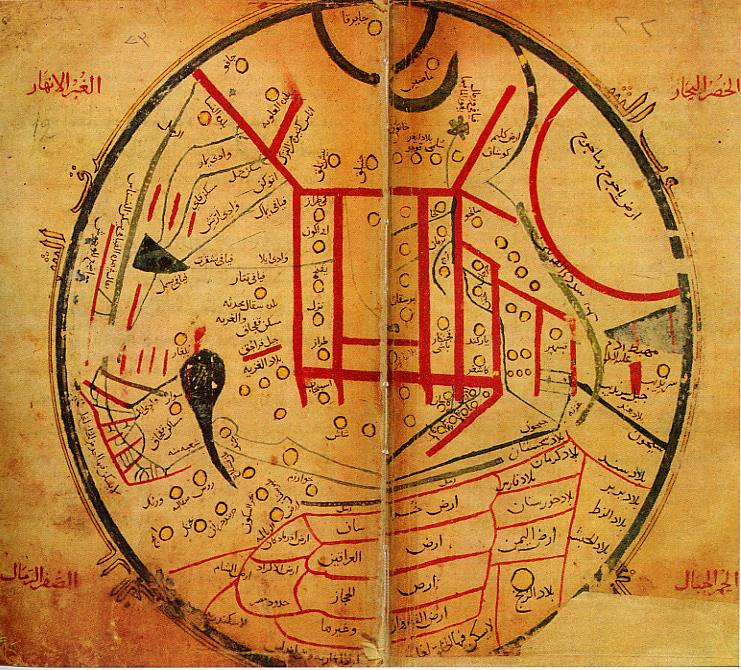
喀什噶里所绘制的地图，地图上方指向东方

麻赫穆德·喀什噶里出自喀喇汗王朝的皇室。一种说法说他是东喀喇汗穆罕默德·博格达汗的孙子，1057-1058年政变中被杀的侯赛因的儿子。他自幼在喀什噶尔的皇家伊斯兰经文学院学习，通晓阿拉伯语和波斯语。之后，他从政变中逃离，在中亚各地流浪。他在伊犁河谷与七河地区、锡尔河流域进行考察，又在布哈拉、撒马尔罕、梅尔夫、内沙布尔等地学习。
1072年到1077年，他在巴格达用阿拉伯文编纂了举世闻名的《突厥语大词典》一书，并献给了阿拔斯王朝哈里发阿布·哈希姆·阿布都拉·本·穆罕穆德·穆格塔迪。
在词典的引言中，他写道：
|  | 我走遍了突厥人的所有村庄和草原。在进行了长期的研究和探索之后，我用最优雅的形式和最明确的语文写成此书。 |

他在晚年回到喀什噶尔，死后葬在阿克扎村附近的艾孜来提麻拉土丘（今新疆维吾尔自治区疏附县西南30公里）。

## 影響
联合国教科文组织把2008年定為“麻赫穆德·喀什噶里”年。
1. ↑  陈宗振等. . 中国大百科全书第三版.
2. ↑  中央民族大学中国少数民族语言文学学院 (编). . 中国民族大学出版社. 2011-06: 364. ISBN 978-7-81108-989-9.